# Giovanni Simeone
Giovanni Pablo Simeone Baldini, född 5 juli 1995 i Buenos Aires, är en argentinsk fotbollsspelare som spelar för italienska Napoli, på lån från Hellas Verona. Han representerar även det argentinska landslaget.
Han är son till den före detta fotbollsspelaren och nuvarande Atlético Madrid-tränaren Diego Simeone.

## Karriär
Den 18 augusti 2022 lånades Simeone ut av Hellas Verona till Napoli på ett säsongslån.